# Anthony Daniels
Anthony Daniels (Salisbury, 1946. február 21. –) angol színész, szinkronszínész és pantomimes. 
Leginkább az aranyszínű protokolldroid, C-3PO szerepéből ismert a Csillagok háborúja-filmekből. Daniels az egyetlen színész, aki 2019-ig az összes élőszereplős Csillagok háborúja filmben szerepelt, továbbá a kapcsolódó televíziós sorozatokban, számítógépes játékokban és rádióműsorokban is ő kölcsönözte a szereplő hangját. Emellett ő volt Legolas szinkronhangja az 1978-as A Gyűrűk Ura rajzfilmben, továbbá látható volt időnként brit televíziós drámasorozatokban is, többek között egy patológus szerepében a Prime Suspect-ben. Daniels mindezek mellett adjunktus a pittsburghi Carnegie Mellon Egyetem Entertainment Technology Center részlegén.

## Élete
Salisburyben született egy műanyaggyár vezetőjének fiaként. A Giggleswick School-ban tanult, majd két évig jogot hallgatott, mielőtt otthagyta az egyetemet a Rose Bruford College színjátszóiskola kedvéért. Francia nyelven is folyékonyan megtanult.
1974-ben a BBC Radio-nál valamint a The Young Vic színházban kezdett dolgozni, utóbbinál töltött ideje alatt kapott meghívást egy találkozóra George Lucas rendezővel, a Csillagok háborúja-filmek atyjával. Daniels elsőre elutasította a meghívást, de az ügynöke végül sikeresen rábeszélte a találkozóra. Miután látta Ralph McQuarrie látványterveit, Daniels érdeklődni kezdett a projekt iránt, és hamarosan meg is kapta C-3PO szerepét, aki a sorozat egyik emblematikus figurájává nőtte ki magát. 
Az eredeti trilógiában Daniels magára is öltötte a droid jelmezét, a Baljós árnyak-ban viszont csak a hangját kölcsönözte a droidnak, akit bábosok mozgattak. A klónok támadásától aztán ismét visszabújt a jelmezbe, később pedig a kapcsolódó televíziós sorozatokban is szinkronizálta C-3PO-t (Droids, Klónok háborúja (2003), A klónok háborúja (2008), Lázadók, A sors erői), valamint a 2008-as egész estés animációs filmben, A klónok háborújában, emellett számos kapcsolódó egyéb projektben részt vett (számítógépes játékok, televíziós műsorok, tévéreklámok), valamint cameoszerepekben is feltűnt.
2019 novemberében jelent meg önéletrajzi könyve I Am C-3PO: The Inside Story címmel.

## Filmográfia

### Film
| Év   | Magyar cím                                | Eredeti cím                                    | Szerep                      | Magyar hang                                                   |
| ---- | ----------------------------------------- | ---------------------------------------------- | --------------------------- | ------------------------------------------------------------- |
| 1977 | Star Wars IV. rész – Egy új remény        | Star Wars Episode IV: A New Hope               | C-3PO                       | Szatmári István (1. változat) Maros Gábor (2. változat)       |
| 1978 |                                           | Bruges-La-Morte                                | Pierrot                     |                                                               |
| 1978 | A Gyűrűk Ura                              | The Lord of the Rings                          | Legolas / Deagol            | Haás Vander Péter (1. változat) Markovics Tamás (2. változat) |
| 1980 | Star Wars V. rész – A Birodalom visszavág | Star Wars Episode V: The Empire Strikes Back   | C-3PO                       | Szatmári István (1. változat) Maros Gábor (2. változat)       |
| 1982 |                                           | Return of the Ewok (rövidfilm, nem jelent meg) | C-3PO                       |                                                               |
| 1983 | Star Wars VI. rész – A Jedi visszatér     | Star Wars Episode VI: Return of the Jedi       | C-3PO                       | Faragó József (1. változat) Maros Gábor (2. változat)         |
| 1990 |                                           | I Bought a Vampire Motorcycle                  | pap                         |                                                               |
| 1999 | Star Wars I. rész – Baljós árnyak         | Star Wars Episode I: The Phantom Menace        | C-3PO                       | Józsa Imre                                                    |
| 2002 | Star Wars II. rész – A klónok támadása    | Star Wars Episode II: Attack of the Clones     | C-3PO / Dannl Faytonni      | Józsa Imre                                                    |
| 2005 | Star Wars III. rész – A sithek bosszúja   | Star Wars Episode III: Revenge of the Sith     | C-3PO / Dannl Faytonni      | Józsa Imre                                                    |
| 2008 | Star Wars: A klónok háborúja              | Star Wars: The Clone Wars                      | C-3PO (hangja)              | Józsa Imre                                                    |
| 2014 | A Lego-kaland                             | The Lego Movie                                 | C-3PO (cameoszerep)         | Józsa Imre                                                    |
| 2015 | Star Wars VII. rész – Az ébredő Erő       | Star Wars Episode VII: The Force Awakens       | C-3PO                       | Józsa Imre                                                    |
| 2016 | Zsivány Egyes – Egy Star Wars-történet    | Rogue One: A Star Wars Story                   | C-3PO (cameoszerep)         | Galbenisz Tomasz                                              |
| 2017 | Star Wars VIII. rész – Az utolsó jedik    | Star Wars Episode VIII: The Last Jedi          | C-3PO                       | Galbenisz Tomasz                                              |
| 2018 | Solo: Egy Star Wars-történet              | Solo: A Star Wars Story                        | Tak                         | Beratin Gábor                                                 |
| 2018 | Ralph lezúzza a netet                     | Ralph Breaks the Internet                      | C-3PO (hangja, cameoszerep) | Galbenisz Tomasz                                              |
| 2019 | Star Wars IX. rész – Skywalker kora       | Star Wars Episode IX: The Rise of Skywalker    | C-3PO                       | Galbenisz Tomasz                                              |

## Fordítás
- Ez a szócikk részben vagy egészben  az   Anthony Daniels című angol Wikipédia-szócikk ezen változatának fordításán alapul.  Az eredeti cikk szerkesztőit annak laptörténete sorolja fel. Ez a jelzés csupán a megfogalmazás eredetét és a szerzői jogokat jelzi, nem szolgál a cikkben szereplő információk forrásmegjelöléseként.